# طلحه‌مار
 طلحه‌مار(نام علمی: Rhagerhis moilensis) نام یک گونه از فروراسته ناکورماریان است.